# افستاتیوس خورافاس
افستاتیوس خورافاس (یونانی: Ευστάθιος Χωραφάς؛ زادهٔ ۱۸۷۱، درگذشته نامشخص) یک شناگر اهل یونان بوده است.
از افتخارات وی میتوان به کسب مدال برنز ۵۰۰ متر آزاد و ۱۲۰۰ متر آزاد در بازی‌های المپیک تابستانی ۱۸۹۶ اشاره کرد.